# Linux Foundation
The Linux Foundation (Фундація Лінукс) — некомерційний консорціум розвитку Linux.
Офіційно заснований 21 січня 2007 шляхом злиття Open Source Development Labs і Free Standards Group.
Linux Foundation просуває, захищає і стандартизує Linux, надає ресурси і сервіси співтовариству відкритого ПЗ, фінансує творця Linux — Лінуса Торвальдса.
Близько 70 членів: AMD, Cisco, EMC, Fujitsu, HP, Hitachi, IBM, Intel, Motorola, NEC, Network Appliance, Novell, NTT, Oracle, Siemens, Unisys, Sun Microsystems, Canonical, VMware, ARM та інші.

## Діяльність Linux Foundation
Linux Foundation не розробляє Лінукс і не конкурує з існуючими лінукс-компаніями, а сприяє розвитку Лінукса, концентруючи зусилля в наступних областях:
- Захист Лінукса шляхом підтримки ключових розробників Лінукса і надання юридичних послуг. Linux Foundation розпоряджається торговою маркою «Linux» і надає розробникам юридичний захист інтелектуальної власності за допомогою таких проєктів, як Open Source as Prior Art, Patent Commons Project, і спонсорства в Linux Legal Defense Fund.
- Стандартизація Лінукса і поліпшення його як платформи для розробників ПЗ. На це направлені проєкти Linux Standard Base (LSB) і Linux Developer Network.
- Надання нейтрального середовища для співпраці і розвитку. Linux Foundation служить як нейтральний представник Лінукса, уповноважений відповідати на агресію з боку конкурентів. Також Linux Foundation надає простір для обговорення технічним співтовариством, розробниками застосувань, промисловими замовниками і кінцевими користувачами насущних питань, що стоять перед «екосистемою» GNU/Linux в таких областях як desktop interfaces, accessibility, printing, application packaging, та інших.

## Дивись також
- Open Invention Network